# David Carnegie (XI conde de Northesk)
David Ludovic George Hopetoun Carnegie, XI conde de Northesk (Londres, 24 de septiembre de 1901–Binfield, 7 de noviembre de 1963), es un deportista británico que compitió en skeleton. 
Participó en los Juegos Olímpicos de Sankt Moritz 1928, obteniendo la medalla de bronce en la prueba masculina individual.

## Palmarés internacional
| Juegos Olímpicos | Juegos Olímpicos     | Juegos Olímpicos  | Juegos Olímpicos |
| Año              | Lugar                | Medalla           | Prueba           |
| ---------------- | -------------------- | ----------------- | ---------------- |
| 1928             | Sankt Moritz (Suiza) | Medalla de bronce | Individual       |